# كريستين روسو
كريستين روسو هي رياضياتية كندية، ولدت في 30 مارس 1954 في فرساي في فرنسا.